# ۱۴ آبان
۱۴ آبان دویست و سی اُمین روز سال در گاه‌شماری خورشیدی است. به پایان سال ۱۳۵ روز (۱۳۶ روز در سال کبیسه) باقی‌است.

## رویدادها
- ۲۴۳ - بنیان نهادن سلسلهٔ علویان طبرستان توسط داعی کبیر در آمل.[۱]
- ۱۳۰۵ - روس سلسله پهلوی را به رسمیت شناخت
- ۱۳۱۱ - تأسیس نیروی دریایی ارتش توسط رضاشاه و آغاز به کار نیروی دریایی ایران
- ۱۳۵۷ - انحلال دولت سوم جعفر شریف‌امامی
- ۱۳۶۶ - گشایش نخستین نمایشگاه بین‌المللی کتاب تهران

## مناسبت‌های ایران
- روز فرهنگ عمومی و فرهنگ خصوصی
- روز مازندران

## زادروزها
- ۱۳۰۰ - فوزیه فؤاد، شاهدخت مصر و ملکه اول خاندان پهلوی (درگذشته ۱۳۹۲)
- ۱۳۰۹ - فریدون ناصری، آهنگساز و رهبر ارکستر سمفونیک ایران (درگذشته ۱۳۸۴)
- ۱۳۵۹ - چکامه چمن‌ماه، بازیگر
- ۱۳۵۹ - شیلا خداداد، بازیگر
- ۱۳۶۱ - امیرحسین آرمان، بازیگر

## درگذشت‌ها
- ۱۳۵۸ - علی دانایی فرد بازیکن و سرمربی سابق استقلال تهران که به عنوان اولین سرمربی تاریخ استقلال تهران نام برده می شود  (زاده ۱۳۰۰)
- ۱۳۶۵ - میرزا مهدی اصفهانی (زاده ۱۳۰۳)
- ۱۳۷۶ - علی تابش، گویندهٔ رادیو، کمدین و بازیگر (زاده ۱۳۰۴)
- ۱۳۸۰ - غلامرضا ازهاری نخست‌وزیر ایران (زاده ۱۲۹۰)
- ۱۳۸۴ - نعمت‌الله آغاسی، خواننده (زاده ۱۳۱۸)
- ۱۳۹۲ - ابوالقاسم غفاری نخستین دانشمند ایرانی ناسا
- ۱۳۹۲ - حبیب‌الله عسگراولادی، وزیر بازرگانی در دولت موقت محمدرضا مهدوی کنی و از مؤسسین حزب موتلفه اسلامی
- ۱۳۹۵ - منصور پورحیدری بازیکن، سرمربی، سرپرست با سابقه تیم فوتبال استقلال تهران (زاده ۱۳۲۴)